# Ulica Edwarda Rydza-Śmigłego w Krakowie
Ulica Edwarda Rydza-Śmigłego – ulica w Krakowie, w dzielnicy XVIII Nowa Huta, w Nowej Hucie. Do 1991 roku nosiła nazwę Armii Radzieckiej .
Ulica Edwarda Rydza-Śmigłego jest jednojezdniową drogą o jednym pasie ruchu w obu kierunkach.
Rozpoczyna się na skrzyżowaniu ul. Ludźmierskiej i ul. Bolesława Czuchajowskiego. Następnie biegnie na wschód między osiedlami Uroczym i Zgody. Przecina Aleję Róż, podąża dalej wzdłuż Parku Ratuszowego z jednej strony i osiedla Słonecznego z drugiej, następnie między osiedlem Słonecznym i Szklane Domy do ul. Andrzeja Struga. Po przecięciu tej ulicy wchodzi w głąb os. Szkolnego i kończy się przed Zespołem Szkół Elektrycznych nr 2.
W pobliżu ulicy znajdują się:
- Szkoła Aspirantów Państwowej Straży Pożarnej – os. Zgody 18
- Park Ratuszowy
- Tablica pamiątkowa poświęcona profesorom:Waleremu Pisarkowi, Krystynie Pisarkowej i Władysławowi Dobruckiemu umieszczona na elewacji bloku, w którym mieszkali – os. Słoneczne 2
- Szkoła Podstawowa nr 88 im. Stefana Żeromskiego os. Szklane Domy 2.

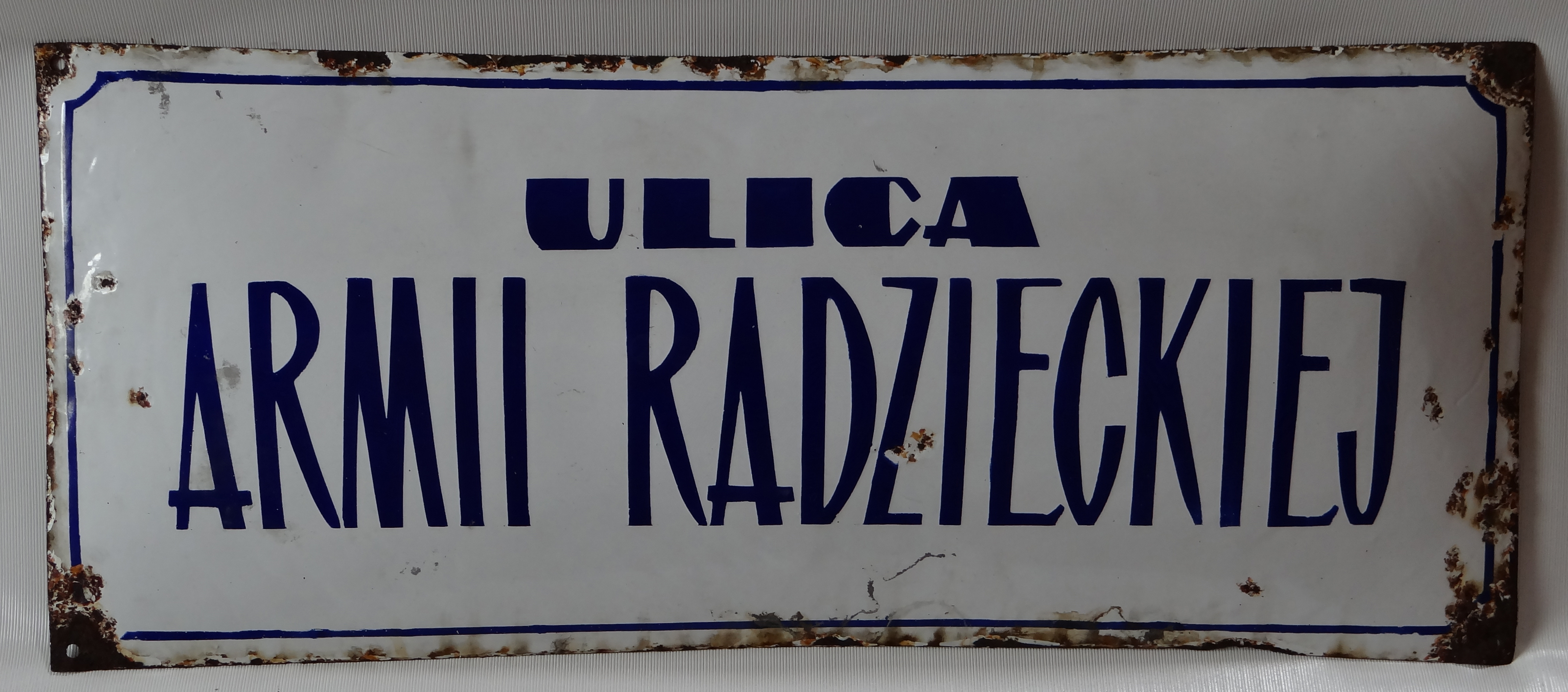
Tablica z poprzednią nazwą
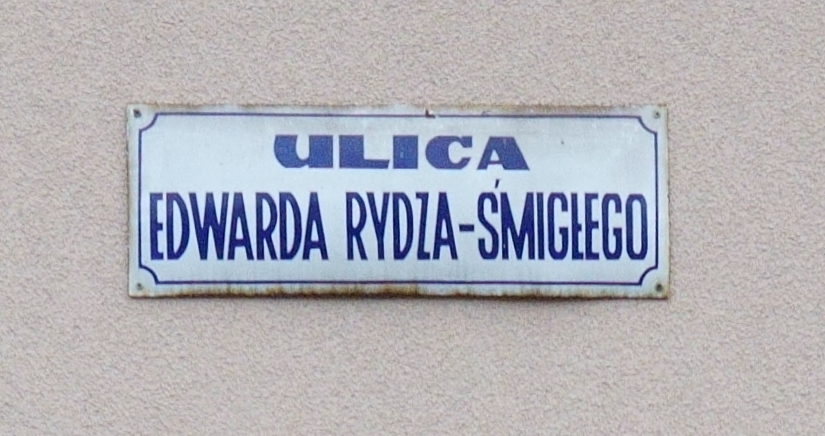
Tablica z aktualną nazwą
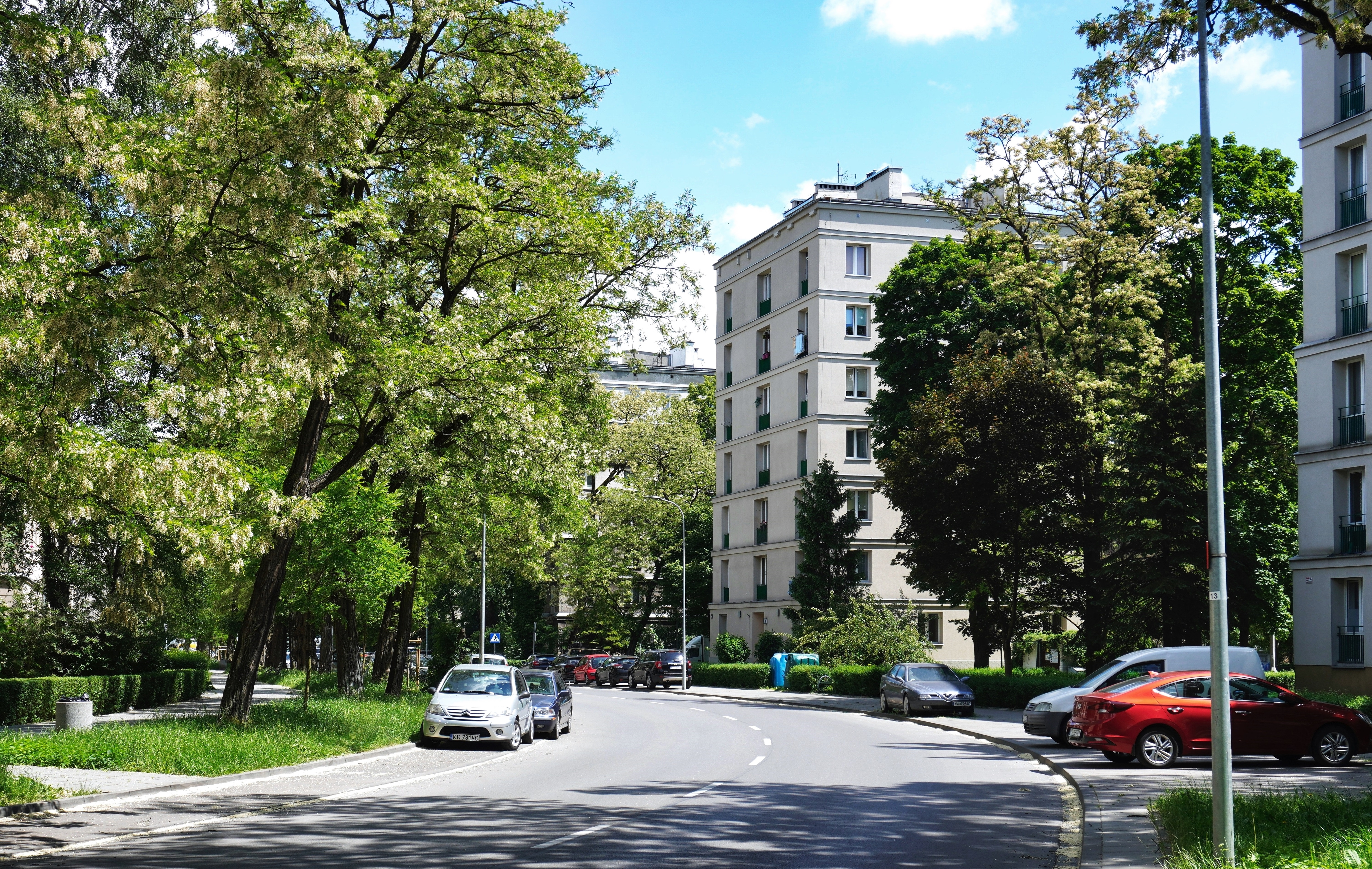
Widok na wschód Po lewej os. Słoneczne, po prawej os. Szklane Domy
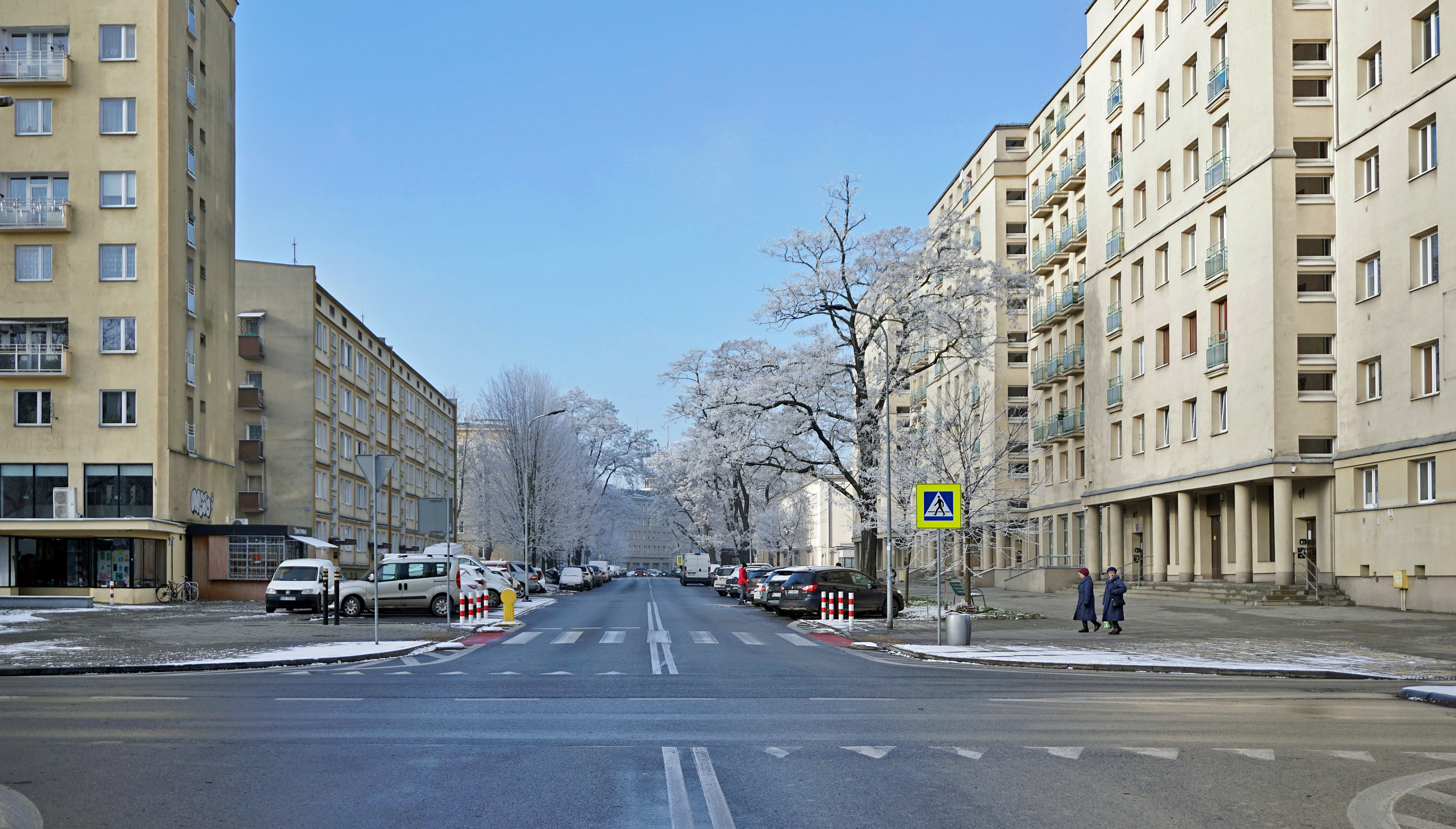
Widok na zachód na skrzyżowaniu z aleją Róż